# Grampo tipo F

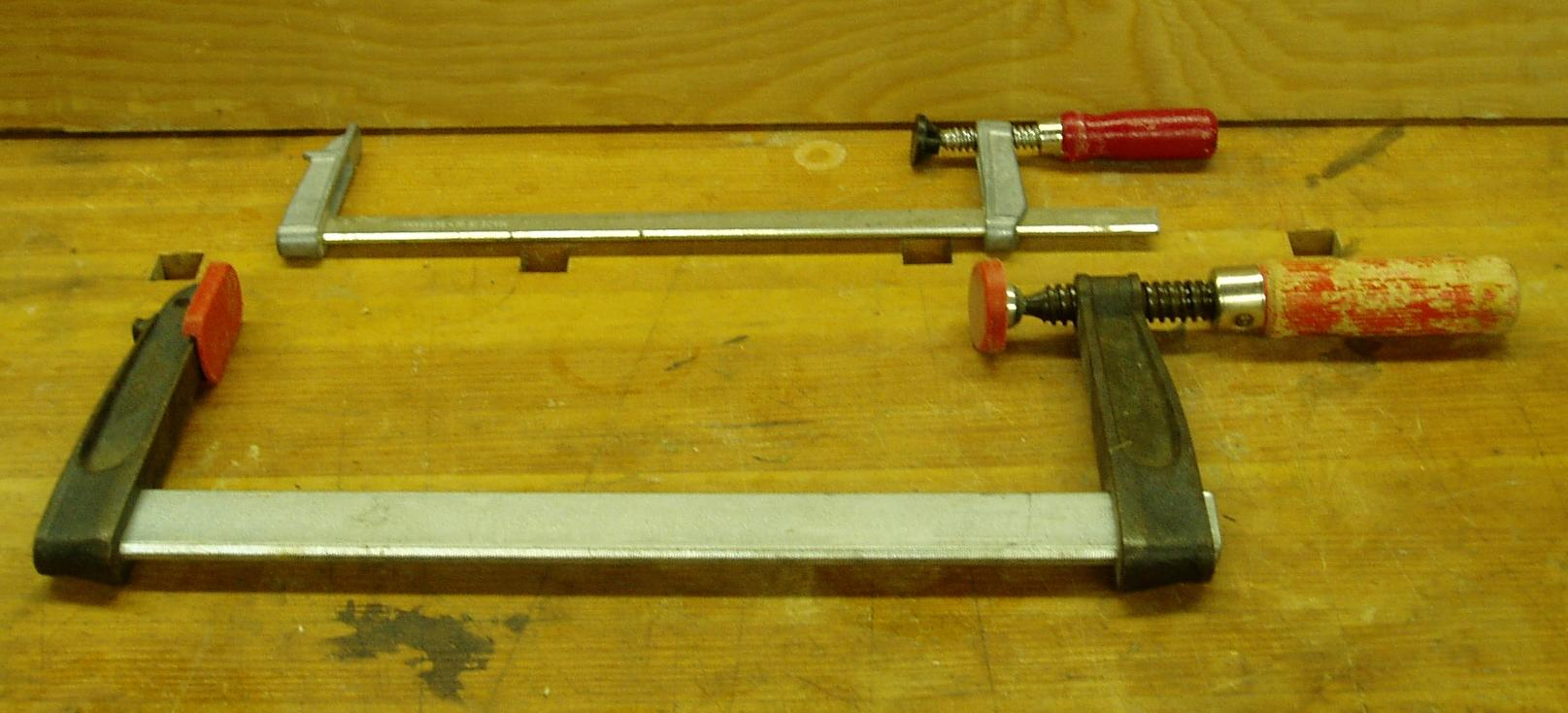
Grampos tipo F

Grampo tipo F é um tipo de grampo . O nome vem de sua forma "F". Ele é semelhante ao grampo tipo C em uso, mas tem uma capacidade de abertura mais ampla (garganta). Essa ferramenta é usada na madeira, enquanto uma fixação mais permanente está sendo feita com parafusos ou cola, ou na metalurgia para unir as peças para soldagem ou aparafusamento.
Um grampo tipo F consiste em duas barras horizontais unidas por uma barra vertical. Há um parafuso grande na barra inferior para permitir que o grampo seja apertado. Os grampos tipo F são ajustáveis, o que permite que eles sejam usados em objetos de maior escala sem a necessidade de um parafuso grande.
Um grampo tipo F também é um dispositivo mecânico simples usado para levantar peças de motor ou transmissão. O grampo possui um parafuso de ajuste para apertar a peça e um anel de elevação para conectar um cabo de elevação.  
Os grampos F na terminologia da indústria têm as garras montadas em uma barra plana, enquanto um grampo tubular, que tem a mesma construção, é montado em um tubo, normalmente com 1/2 "ou 3/4" de diâmetro.